# Walter Thieme
Walter Hans Otto Thieme, eigentlich Walter Johannes Otto Thieme (* 18. November 1878 in München; † 27. April 1945 in Berlin) war ein deutscher evangelischer Theologe, Stadtmissionsdirektor und Pfarrer.

## Ausbildung
Er kam als sechstes Kind des Versicherungsdirektors Carl Thieme und dessen Ehefrau Marie, geborene von der Nahmer (1845–1883), in Bayerns Hauptstadt zur Welt.
Nach Ablegung der Reifeprüfung am Luitpold-Gymnasium schrieb er sich im Juni 1898 für das Wintersemester 1898/99, beginnend mit dem 2. November, als Student der Philosophie an der Ludwig-Maximilians-Universität München ein. Er wechselte am 28. April 1899 zur Universität Greifswald, um dort evangelische Theologie zu studieren. Von Oktober 1899 bis Anfang März 1901 setzte er an der Theologischen Fakultät der Berliner Universität sein Studium fort. In Berlin hörte er u. a. kirchengeschichtliche Vorlesungen bei  Adolf von Harnack.  An der Erlanger Universität beendete Thieme das Theologiestudium mit dem Erhalt des Abgangszeugnisses vom 15. Juli 1902. Die erste theologische Prüfung legte er in Ansbach ab. Für ein halbes Jahr gewährte ihm die bayerische Landeskirche Bildungsurlaub, damit er die Arbeit der Berliner Stadtmission in einem Praktikum kennen lernen sowie sein Wunsch in Erfüllung gehen konnte, nach England zu reisen, um sich dort mit den kirchlichen Verhältnissen vertraut zu machen. Die praktische theologische Ausbildung im Vikariat (evangelisch) absolvierte Thieme in Freiburg im Breisgau.
Thieme wurde in einem Gottesdienst in Bayreuth am 16. Oktober 1903 für den Pfarrdienst gesegnet. Nach dieser Ordination hielt sich Thieme bis zu seiner Berufung als Hilfsgeistlicher in einer Vorstadt von Augsburg erneut in England auf und nutzte einen Teil der viermonatigen Überbrückungszeit für einen Aufenthalt in den Bodelschwingschen Anstalten Bethel, um sich als Hilfskrankenpfleger ausbilden zu lassen. Nach diesem Ausbildungsabschnitt wurde er 1906 zweiter Hausgeistlicher der Diakonissenanstalt Augsburg. Am 1. Oktober 1907 trat Thieme in den hauptamtlichen Dienst der Berliner Stadtmission als ordinierter Pastor und Inspektor. Nach dem Tod von Stoecker wurde er in den Vorstand  der Berliner Stadtmission gewählt. Er wurde 1933 Leiter der Stadtmission nach dem Tod von Wilhelm Philipps (1859–1933), nachdem er bereits zuvor als stellvertretender Vereins-Vorsitzender tätig war. An der Spitze der Berliner Stadtmission stand Thieme bis zu seinem erzwungenen Rücktritt durch das NS-Regime. Auf politischen Druck der Geheimen Staatspolizei musste er sein Leitungsamt in Berlin aufgeben. Von 1942 bis zu seiner Berentung wirkte Thieme als Vereinsgeistlicher der Frauenmission Malche e. V. in Bad Freienwalde (Oder).

## Wirken in der Berliner Stadtmission
Zu seinen Aufgaben als Pastor und Inspektor zählten die Betreuung der weiblichen Mitarbeitenden, die seelsorgerliche Hilfe für Frauen in Gefängnissen und Evangelisationsreisen. Die zielbewusste Arbeit Thiemes erregte die Aufmerksamkeit der Gestapo. Sie verbot ihm im Herbst 1939 „die weitere Ausübung seiner priesterlichen Pflichten“. In Erinnerung blieb bei seinen Mitarbeitenden ein Ausspruch Wilhelm Löhes, den er ihnen gegenüber gern zitierte: „Wer eher vom Elenden weicht als Gott und seine heiligen Engel, der weicht zu früh und seiner Seele zum Schaden.“
Thieme war ehrenamtlich mehrmals als Vorsitzender des 1920 gegründeten Verbandes der deutschen evangelischen Stadtmissionen tätig, zuletzt 1937, und sein Geschäftsführer war in jenem Jahr der Pfarrer und Inspektor der Berliner Stadtmission Richard Kindler (* 1864; † 1964). Zuvor war Thieme zusätzlich zu seiner hauptberuflichen Tätigkeit als Pastor und Inspektor der Berliner Stadtmission nebenamtlicher Geistlicher des Berliner Frauenbundes.

### Chronist der Berliner Stadtmission bis zu ihrem 50-jährigen Bestehen
Thieme ist Herausgeber und Mitautor der Jubiläumsschrift der Berliner Stadtmission anlässlich ihres 50-jährigen Bestehens, die 25 Jahre nach der Darstellung der Geschichte der Berliner Stadtmission von Pastor Evers erschien. Sein Porträt zeigt ihn unter weiteren Herausgebern von Zeitschriften der Berliner Stadtmission in der Jubiläumsschrift im Jahre 1927. Er war Herausgeber einer Zeitschrift für Konfirmanden mit dem Titel An der Schwelle.
Ausführlich wurden von Thieme die „Geschichte der Gründung und Entwicklung in alten Zeiten“ und ihr Zustand in der Weimarer Republik bis 1927 dargestellt sowie „das Verhältnis von Stadtmission und Kirche“ beschrieben. Zur Feier des fünfzigjährigen Bestehens der Berliner Stadtmission im damaligen Stadtmissionssaal hatten sich Vertreter der Regierung, des Reichskanzlers und kirchlicherseits des Konsistoriums eingefunden.  Der Reichspräsident von Hindenburg übermittelte „ein herzlich gehaltenes Glückwunschschreiben“ aus Berlin und aus dem niederländischen Exil der ehemalige deutsche Kaiser  Wilhelm II. „ein handschriftliches Schreiben und eine Spende von 1000 Mark“ für Wohltätigkeit.
Thieme wies in der Jubiläumsschrift auf die satzungsgemäßen engen Beziehungen zur „Kirchenbehörde“ hin und auf die darauf beruhende erforderliche Zustimmung des Konsistoriums bei der Anstellung eines leitenden Pfarrers, der vor allem im Fachbereich Mission (Verkündigung, Seelsorge, Gemeinschaft) arbeitet und bis Ende des 20. Jahrhunderts als „Inspektor“ bezeichnet wurde.

### Pastor der Bekennenden Kirche
Thieme war Teilnehmer der Bekenntnissynoden der Deutschen Evangelischen Kirche in Barmen 1934, in Berlin-Dahlem 1934, in Augsburg 1935 in Bad Oeynhausen 1936 und besuchte den Deutschen Lutherischen Tag 1935 in Hannover vom 2. bis 5. Juli 1935. Auf der Barmer Synode vertrat Pastor Thieme den Standpunkt der Inneren Mission und wies auf die historisch entstandene Spannung zwischen verfassten Kirchengemeinden zur Inneren Mission hin und bat die Synode, diese Spannung anzuerkennen.
Er wird als Pfarrer der Bekennenden Kirche zu dem Personenkreis gezählt, der Widerstand in Berlin gegen das NS-Regime in den Jahren 1933 bis 1945 leistete. Verfolgen jüdischen Mitbürgern half durch Geldbeträge und gelegentlich bei ihrer Flucht. Er wurde nach Kriegsbeginn 1939 mehrmals  verhaftet und im Berliner Polizeipräsidium nach Durchsuchung seiner Wohnung und Beschlagnahme von Schriften verhört.
Bischof Scharf würdigte die eindeutige Haltung Thiemes und der Berliner Stadtmission während der „nationalsozialistischen Herrschaft“ und betonte, dass sich das von ihm als Stadtmissionsdirektor geleitete Werk „klar für die Bekennende Kirche entschieden“ hatte.

### Privates
Ein Familienfoto zeigt den etwa 13-Jährigen im Kreis all seiner Geschwister sowie Halbgeschwister im Freien – vermutlich im elterlichen Garten in München in der Georgenstraße 7. Das Atelier Therese hatte die Kinder bzw. jungen Erwachsenen Anfang der 1890er Jahre fotografiert und zwar zusammen mit dem Vater Carl Thieme. Diese wurde im Jahre 1914 vom bayerischen König Ludwig III. geadelt. Abgebildet ist weiter die Stiefmutter von Thieme: Else, geborene von Witzleben (1861–1946). Zwei Jahre nach dem Tod der Mutter erfolgte die Eheschließung.
Zu den langjährigen Arbeitskollegen seines Vaters gehörte der damalige Büroleiter und spätere Versicherungs-Direktor in London sowie Versicherungsvorstand Carl Schreiner, in dessen Tochter Hertha sich Walter Thieme als junger Theologe verliebte und sie am 20. Juni 1907 heiratete. Aus der Ehe ging zwei Kinder hervor, darunter der Sohn Helmut.
In Berlin, im Stadtmissionshaus und der dazugehörigen noch nicht kriegszerstörten Kirche, konnten beide 1942 ihre Leinwandhochzeit begehen, bevor sie unmittelbar vor Kriegsende auf tragische Weise ums Leben kamen. Beide Eheleute starben laut Sterbeurkunde durch „Feindeinwirkung“ in ihrem gemeinsamen Haus An der Heerstraße 15 (heute Heerstraße 78), in dem sie seit 1938 wohnten. Er starb am 27. April 1945 und sie am 2. Mai 1945. Nach neueren Forschungen wurde Thieme von Alliierten des Zweiten Weltkriegs versehentlich erschossen.
Ihre Grabstätte fanden Walter Thieme und seine Frau auf dem Friedhof Heerstraße in Berlin unter einem schlichten Holzkreuz.

## Werke (Auswahl)
- Lobsängerin der Gnaden Gottes. Das Lebensbild der Schwester Eva von Tiele-Winckler. Im Auftrage des Diakonissenhauses „Friedenshort“[31] in Miechowitz/Oberschlesien, Berlin 1932, mit einem Vorwort von Walter Thieme, geschrieben im Stadtmissionshaus in Berlin im September 1932; danach erschien Thiemes Werk unter dem Titel Mutter Eva, die Lobsängerin der Gnaden Gottes. Leben und Werk von Schwester Eva von Tiele-Winckler; Gütersloh 1938; 4., ergänzte Auflage, Bad Wildbad 2007, ISBN 978-3-939075-04-2.
- 50 Arbeits-Jahre im Dienste des Glaubens und der Liebe. 1877–1927. Jubiläumsschrift der Berliner Stadtmission, Vaterländische Verlags- und Kunstanstalt, Berlin 1927.
- Heiliger Sieg. Religiöse Vorträge. Berlin 1916. DNB 361756313
- Die Entthronung des Geldes. Vaterländische Verlags- und Kunstanstalt, Berlin 1921.
- Die geheimnisvollen Kräfte des Gebetes. Vaterländische Verlags- und Kunstanstalt, Berlin 1921.
- Unter dem Diadem der Demut. Berlin 1925.
- Die Nachfolge Jesu. Berlin 1930.
- Unser Täglich Brot. Zum Erntedankfest 1936. Wichern-Verlag, Berlin 1936

## Auszeichnungen
Thieme wurde mit der 1898 durch König Wilhelm II. gestifteten Roten Kreuz-Medaille in der III. und zuletzt in der II. Klasse ausgezeichnet. Zudem erhielt er das 1916 gestiftete Verdienstkreuz für Kriegshilfe.